# Margaret Schedel
Margaret Anne Schedel (* 17. April 1974) ist eine US-amerikanische Komponistin, Cellistin und Musikpädagogin.
Schedel studierte Komposition, elektronische und Computermusik am Goucher College (bis 1996), an der State University of New York in Buffalo (1999), der Johns Hopkins University (bis 2001) und der University of Cincinnati (bis 2007). Außerdem nahm sie an Pauline Oliveros’ Deep-Listening-Programm teil. Sie ist Assistent Professor für Komposition und Co-Direktorin für Computermusik an der Stony Brook University, außerdem Mitglied im Vorstand der BEAM Foundation, des Electronic Music Foundation Institute, der International Computer Music Association und der New West Electronic Art and Music Organization.

## Werke
- Ease of Elision für Klavier- und Perkussions-Duo und interaktive Elektronik, 2019
- After | Applebox, audiovisuelle Mehrkanal-Performance, inspiriert von Pauline Oliveros’ Applebox, 2018
- Europera Diaspora, audiovisuelle Mehrkanal-Installation, inspiriert von John Cages Europera 3 und 4, 2017
- Move36 für Bläserquintett und interaktiven Klang, 2016
- Thymol für elektroakustisches Ensemble, 2015
- Echoes of Sensoji für 3D-Klangskulptur, 2014
- Salt Honey Grounds, Konzert für Viola und Laptop-Orchester, 2013
- Partita, Perihelion für Violine und interaktiven Klang, 2012
- The Queen of Hearts Taking a Bath für Flöte, Klarinette, Harfe, Cello, 2011
- Twenty Love Songs and a Song of Despair, Installation für 21 iPods, 2010
- Fragmented Illusions für Stimme und K-Bow (mit Dustin O’Halloran), 2009
- Schatten für verstärktes Fagott, 2009
- Alamogordo für Toy piano und Wii, 2009
- Ambiguity Restlessly Rules für Chor und elektronischen Klang, 2009
- Twenty Love Songs and a Song of Despair, Installation für 21 iPods, 2009
- Circumambient Aire für Blockflöten und elektronischen Klang, 2009
- Gegenschein für verstärktes Klavier, 2009
- we were deep within the time of the four objects für Perkussionsquartett und elektronischen Klang, 2009
- albedo.12 für verstärkten Bass, 2008
- Backscatter für verstärkte Posaune, 2008
- The Beautiful Don't Lack the Wound für Tárogató und interaktiven Klang, 2008
- Azrahah für graphische Notation, interaktives Video und Klang, 2008
- Ah(void) für Tanz, interaktives Video und Klang, 2008
- Eye of the Sibyl für Sopran, interaktives Video und Klang, 2007
- The Color of Waiting für elektrisches Cello, Tanz, interaktives Video und Klang, 2007
- 6 Hands Around, interaktive Videoinstallation, 2007
- FleshLightMovement für Tanz, interaktives Video und Klang, 2006
- On A Mission from Dog für drei Computer, 2006
- Whirlitzer für Fixed Audio, 2006
- Ye Ying Di für Tanz, interaktives Video und Klang, 2005
- Cassini Division für Klavier, Cello, Violine, Perkussion, interaktives Video und Klang, 2005
- Horse Farm Remix für Fixed Video und Klang, 2005
- Iteration 31 für Fixed Audio, 2004
- Corporealization of Microphone für Perkussion und interaktives Audio, 2004
- A King Listens, multimediale interaktive Oper für 9 Stimmen und Perkussion, 2004
- Les Soers de Mélasse für präpariertes Klavier und interaktives Video, 2004
- Beat Patterns für Cello und Subwoofer, 2003
- Demonios del Terciopela für Streichquartett und interaktives Video, 2003
- KosaDome, The Last Blade Added, Installation mit acht Radios, 2003

## Weblink
- Homepage von Margaret Schedel

## Quelle
- Vox Novus – Margaret Schedel